# Arazi
 (juillet 2023).
Pour les articles homonymes, voir Arazi (homonymie).
Arazi est un cheval de course pur-sang anglais, né le 4 mars 1989 aux États-Unis et mort dans l'État de Victoria, en Australie, le 1er juillet 2021,. Fils de Blushing Groom et de Danseur Fabuleux, par Northern Dancer, il fut l'un des meilleurs 2 ans de l'histoire des courses.

## Carrière de courses
Cette section est promotionnelle ou publicitaire (janvier 2025). Considérez son contenu avec précaution et/ou discutez-en.
En 1989, l'homme d'affaires américain Allen E. Paulson, propriétaire de nombreux chevaux champions (parmi lesquels Cigar), se porte acquéreur d'un poulain de petite taille pour 350 000 dollars dont la mère, une fille du chef de race Northern Dancer, a été acquise par le Cheikh Mohammed Al Maktoum pour 1,4 million de dollars lors de cette même vente. Un an plus tard, il repasse aux enchères mais le prix n'est que de 300 000 dollars soit moins que le prix d'achat, ce qui pousse son propriétaire à le retirer[non neutre]. Baptisé Arazi, le poulain est envoyé en France pour y être entraîné par François Boutin.

### 1991: l'année Arazi
Précoce, Arazi démarre son année de 2 ans très tôt et, après avoir été devancé par un autre poulain de l'écurie Al Maktoum, Steinbeck, lors de ses débuts en mai, s'impose très rapidement comme le leader de sa génération. Sous la monte de Freddy Head puis, à partir de sa troisième course, de Gérald Mossé, il remporte six des sept premières courses auxquelles il prend part dont le Prix Morny, le Prix de la Salamandre et le Grand Critérium, soit les classiques français pour les poulains de son âge. Son propriétaire rêve de lui faire fouler le sol américain, ce qu’il fera à la Breeders' Cup Juvenile, qui se déroule cette année-là sur l'hippodrome de Churchill Downs, dans le Kentucky. Le Cheikh Mohammed lui offre 9 millions de dollars pour acquérir 50% du cheval. Marché conclu.

#### La Breeders' Cup Juvenile: "The Arazi moment"
Arazi, qui n'a connu que l'herbe taillée au millimètre des hippodromes français, doit composer avec une double inconnue. D'une part, la Breeders' Cup Juvenile, longue de 1 700 m, se dispute corde à gauche. D'autre part, même si des essais concluants sont réalisés à l'entraînement sur une piste en sable, il doit débuter sur le dirt, cette surface étrange dont les projections de sable ont dérouté plus d'un cheval européen - d'ailleurs, la plupart des représentants du vieux continents qui ont jusqu'alors tenté leur chance sur cette surface typiquement américaine s'y sont cassés les dents. Ajoutez à cela qu'un long déplacement transatlantique peut laisser des traces, et on mesure quels obstacles l'élève de François Boutin doit surmonter. Et puis Arazi se présente devant la crème des poulains américains nés en 1989, une génération brillante, avec notamment le Californien Bertrando, futur cheval d'âge de l'année 1993, qui vient de remporter facilement les Norfolk Stakes, ultime préparatoire à la Breeders’ Cup Juvenile. Au départ se trouve également le futur lauréat des Preakness Stakes, Pine Bluff. En cas de victoire, Arazi serait le premier non-Américain à remporter l'épreuve.
Timeform ne s'y trompe pas, qui, sur la foi de cette performance, lui attribue le rating, exceptionnel pour un 2 ans, de 135. Le score hors normes de 139 octroyé cette année-là à Generous, auteur d'un formidable triplé Derby d'Epsom / Derby d'Irlande / King George, certes, mais qui a sombré dans l'Arc de Suave Dancer, semble presque anecdotique. Les handicapeurs de la FIAH, eux, lui décerne un 130, là aussi un score inédit pour un 2 ans. Malgré Generous, malgré Suave Dancer, Arazi est élu cheval de l'année en Europe en 1991, une première pour un 2 ans. Et il aurait dû, de l'avis général, réaliser le même exploit dans les Eclipse Awards, mais le titre de Cheval de l'année échoit finalement à Black Tie Affair pour son succès dans la Breeders' Cup Classic. Il se console avec un évident titre de 2 ans de l'année, devenant le premier poulain à cumuler les titres de meilleur 2 ans des deux côtés de l'Atlantique, un exploit que seul Johannesburg, au parcours similaire au sien, rééditera une décennie plus tard.

### Les lendemains qui déchantent
Naturellement, la démonstration d'Arazi à Churchill Downs lui vaut les superlatifs les plus enthousiastes. Time le compare à Secretariat, une comparaison à laquelle souscrit Lucien Laurin, l'entraîneur du légendaire « Big Red ». Le New York Times parle d'un cheval « mythique, presque mystique ». Il est illico installé grand favori de la 118e édition du Kentucky Derby, qui doit se dérouler sept mois plus tard. L'hiver sera long. Mais, premier accroc dans la carrière du crack, il doit subir à son retour des États-Unis une intervention chirurgicale pour retirer des petits fragments d'os qui se baladent au-dessus de son genou. L'opération est un succès, mais la convalescence d'Arazi, qui se passe à Lamorlaye, est plus longue que prévu.

#### Le Kentucky Derby
L'objectif est clair : après avoir été le premier cheval entraîné en Europe à remporter la Breeders’ Cup Juvenile, Arazi sera le premier à gagner la plus mythique des classiques américaines : le Kentucky Derby. Gérald Mossé étant parti faire carrière à Hong Kong, François Boutin et les propriétaires du poulain décident de le confier désormais au jockey Steve Cauthen, dernier lauréat de la triple couronne américaine, en selle sur Affirmed, en 1978. Avant de s'envoler vers le Kentucky et de retrouver le théâtre de ses exploits, Churchill Downs, Arazi doit faire sa rentrée à Paris. Son mentor choisit une course aisée, le Prix Omnium II, sur 1 600 m. Arazi s'impose facilement devant la poignée de téméraires qui a osé s'aligner devant lui.
Depuis Silky Sullivan en 1958, aucun cheval n'avait été autant attendu pour le « Run for the roses » (surnom du Kentucky Derby). À l'aéroport de Louisville (Kentucky) où le crack débarque, les journalistes se pressent. Steve Cauthen pense qu'il est aussi bon qu'Affirmed, et Valenzuela, qui le montera à nouveau dans le Derby, affirme qu'il fera mieux que Sunday Silence, avec lequel il avait gagné le Derby en 1989. Pour tous les observateurs, la course est jouée d'avance. Et les interrogations portent davantage sur l'avenir d'Arazi que sur le derby lui-même. Après sa victoire à Churchill Downs, va-t-il tenter la triple couronne américaine, ou bien devenir le premier cheval à remporter le derby du Kentucky et celui d'Epsom ?
Poser la question ainsi, c’est toutefois faire l’impasse sur une interrogation dont les 2 000 m du Kentucky Derby, même s’ils devaient être le théâtre d’une nouvelle envolée d'Arazi, ne garantissent en rien la résolution certaine : nul ne sait si le crack possède la tenue suffisante pour s'imposer sur 2 000 m et au-delà. Les 2 400 m des Belmont Stakes (troisième manche de la triple couronne), et a fortiori ceux du très compliqué parcours d'Epsom demandent des aptitudes particulières, et rien ne dit qu'Arazi les possède, sinon que ses limites sont inconnues.
Avant de se demander si la classe pourra primer sur les aptitudes, il y a tout de même une course à gagner, et pas n'importe laquelle : malgré la présence de l'épouvantail français, les meilleurs 3 ans américains se sont donné rendez-vous dans le derby. Ils sont 18, c'est beaucoup, et cela signifie que le tirage au sort des numéros à la corde aura une grande importance. Pas de chance pour Arazi, qui hérite d'une épouvantable place au départ : le 17, complètement à l'extérieur. Malgré ce sévère handicap, Arazi part « écrasé d'argent » : le montant des paris sur les 17 autres candidats réunis n'atteint même pas la somme investie sur lui. Du jamais vu.
La course est lancée. Arazi musarde à l'arrière du peloton – comme d'habitude. Peu après la mi-parcours, le moment tant attendu arrive : Arazi accélère, prend son envol. Comme en novembre, dans la Breeders' Cup Juvenile, il mange un à un ses adversaires, et se rapproche irrésistiblement des leaders. Au moment de l'emballage final, il se tient en troisième position. Les 170 000 spectateurs de Churchill Downs hurlent et l'encouragent à les faire revivre les mêmes sensations que sept mois plus tôt. Mais l'inimaginable se produit : Arazi ne progresse plus, il cale, il faiblit, et se laisse avaler par le peloton. Au passage du poteau, il est loin : huitième. Devant, Lil E.Tee remporte facilement l'épreuve, mais on l'a à peine remarqué.
Que s'est-il passé ? Chacun y va de son hypothèse pour justifier l'une des plus grandes surprises de l'histoire des courses. Cette opération du genou subie pendant l'hiver (à laquelle François Boutin ne semblait pas favorable) a-t-elle laissé des traces sur l'organisme d'Arazi ? Sa préparation perturbée et l'unique course de rentrée – trop facile – qu'il a pu effectuer peuvent-elles expliquer cette déroute ? Arazi n'a-t-il pas la tenue nécessaire pour s'imposer sur 2 000 m ? N'est-il tout simplement plus le même cheval ?

#### Derniers feux
Après l'énorme désillusion du Kentucky Derby, il n'est plus question ni de Triple couronne, ni de Derby d'Epsom. Arazi est de retour en Europe. Hélas, il ne sera plus jamais le même. Une tentative sur le mile d'Ascot dans les St. James's Palace Stakes en juin se solde par une modeste 5e place, indigne de lui. Mis au repos durant l'été, il réapparaît en septembre et se classe seulement 3e d'Arcangues dans le Prix du Prince d'Orange sur 2 000 m, preuve que cette distance n'est définitivement pas la sienne. L'espoir renaît quand il retrouve le goût de la victoire dans le Prix du Rond-Point sur 1 600 m.
Une nouvelle expédition américaine est annoncée, et les foules se réveillent : Arazi va briguer une nouvelle victoire dans la Breeders' Cup, cette fois dans l'épreuve du mile, sur gazon. Malgré ses revers de fortune, le prestige du crack n'est pas atteint si l'on en croit la cote délirante que les turfistes lui octroient, en signe de dévotion. Arazi part grand favori, mais pas de miracle toutefois, là non plus : il termine à une piteuse 11e place, loin derrière le champion de la distance, Lure.
Cette fois, c'est terminé : Arazi se retire sur cette nouvelle déconvenue, les propriétaires décidant naturellement d'arrêter les frais et de ne pas entamer davantage son prestige. Que faut-il retenir de sa singulière carrière ? La fulgurante série de victoires conquises par le petit alezan, ou le goût amer des promesses les plus folles que des lendemains qui déchantent n'ont pas su tenir ? 
De ce mythique crack, peut-être faut-il ne se souvenir, tout simplement, que de ces deux minutes d'euphorie dont un jour de novembre il nous fit le cadeau : "The Arazi Moment".

### Résumé de carrière
| Date         | Hippodrome       | Pays        | Course                    | Statut      | Distance    | Jockey        | Place       | Écart       | Vainqueur ou deuxième | Temps       |
| 1991, 2 ans  | 1991, 2 ans      | 1991, 2 ans | 1991, 2 ans               | 1991, 2 ans | 1991, 2 ans | 1991, 2 ans   | 1991, 2 ans | 1991, 2 ans | 1991, 2 ans           | 1991, 2 ans |
| ------------ | ---------------- | ----------- | ------------------------- | ----------- | ----------- | ------------- | ----------- | ----------- | --------------------- | ----------- |
| 30 mai       | Chantilly        | France      | Prix d'Orgemont           | Maiden      | 1 000 m     | F. Head       | 2e / 6      | 2 ½         | Steinbeck             | 0'59"10     |
| 12 juin      | Evry             | France      | Prix La Flèche            | Listed      | 1 200 m     | F. Head       | 1er / 4     | 3           | Tabac                 | 1'14"30     |
| 3 juillet    | Longchamp        | France      | Prix du Bois              | Gr. 3       | 1 000 m     | G. Mossé      | 1er / 4     | 3/4         | Steinbeck             | 0'58"70     |
| 21 juillet   | Maisons-Laffitte | France      | Prix Robert Papin         | Gr. 2       | 1 100 m     | G. Mossé      | 1er / 6     | 1 ½         | Showbrook             | 1'05"50     |
| 18 août      | Deauville        | France      | Prix Morny                | Gr. 1       | 1 200 m     | G. Mossé      | 1er / 4     | 3           | Kenbu                 | 1'13"30     |
| 8 septembre  | Longchamp        | France      | Prix de la Salamandre     | Gr. 1       | 1 400 m     | G. Mossé      | 1er / 8     | 5           | Made of Gold          | 1'20"90     |
| 5 octobre    | Longchamp        | France      | Grand Critérium           | Gr. 1       | 1 600 m     | G. Mossé      | 1er / 6     | 3           | Rainbow Corner        | 1'41"40     |
| 2 novembre   | Churchill Downs  | États-Unis  | Breeders' Cup Juvenile    | Gr. 1       | 1 700 m     | P. Valenzuela | 1er / 14    | 5           | Bertrando             | 1'44"60     |
| 1992, 3 ans  |                  |             |                           |             |             |               |             |             |                       |             |
| 7 avril      | Saint-Cloud      | France      | Prix Omnium II            | Listed      | 1 600 m     | S. Cauthen    | 1er / 6     | 5           | Supermec              | 1'48"00     |
| 2 mai        | Churchill Downs  | États-Unis  | Kentucky Derby            | Gr. 1       | 2 000 m     | P. Valenzuela | 8e / 18     | 2 ½         | Lil E. Tee            | 2'03"00     |
| 16 juin      | Ascot            | Royaume-Uni | St. James's Palace Stakes | Gr. 1       | 1 600 m     | S. Cauthen    | 5e / 8      | 2 ½         | Brief Truce           | 1'39"32     |
| 20 septembre | Longchamp        | France      | Prix du Prince d'Orange   | Gr. 3       | 2 000 m     | S. Cauthen    | 3e / 5      | 6 ¼         | Arcangues             | 2'07"50     |
| 4 octobre    | Longchamp        | France      | Prix du Rond-Point        | Gr. 1       | 1 600 m     | S. Cauthen    | 1er / 11    | 4           | Calling Collect       | 1'44"00     |
| 31 octobre   | Gulfstream Park  | États-Unis  | Breeders' Cup Mile        | Gr. 1       | 1 600 m     | P. Valenzuela | 11e / 14    | 8           | Lure                  | 1'32"80     |

## Au haras
Fin 1992, Cheikh Mohammed achète à Allen Paulson l'autre moitié d'Arazi et l'envoie faire la monte à Dalham Stud, en Angleterre. Toutefois, il déçoit au haras de la même façon qu'il a déçu au cours de l'année 1992.
Baladé de l'Angleterre aux États-Unis (à Three Chimneys Farm dans le Kentucky), puis au Japon en 1997 et même en Suisse avant de s'installer en Australie à Stockwell Thoroughbreds, dans l'état de Victoria, où il officie en 2007 pour un tarif modique (5 500 dollars australiens), Arazi a toutefois engendré le champion américain Congaree (multiple lauréat de groupe 1, dont la Hollywood Gold Cup et les Wood Memorial Stakes, et placé du Kentucky Derby et des Preakness Stakes), et les bons America, First Magnitude et Prairie Runner. Il a peut-être davantage brillé comme père de mères, via la championne Electrocutionist, Lahudood (Breeders' Cup Filly & Mare Turf) ou Spinning Queen (Sun Chariot Stakes). On pouvait néanmoins attendre plus d'un tel phénomène, a fortiori pourvu d'un très séduisant pedigree.
Arazi est aussi présent dans le pedigree maternel de Baaeed, avec sa fille Rahayeb, mère de la mère de la mère de Baaeed.
En proie à des problèmes de fertilité, Arazi est finalement retiré de la monte en 2011 et passe sa retraite dans son haras australien où il retrouve, en voisin de pré, son compère Brief Truce, qui l'avait battu dans les St. James's Palace Stakes. Il s'y meurt à 32 ans, le 1er juillet 2021.

## Origines
Arazi est remarquablement né, ce qui explique son prix de vente relativement élevé pour un foal (350 000 dollars) - qui l'eut été plus encore si le poulain n'avait pas été si petit. Il est issu d'un croisement assez rare entre le champion et grand étalon Blushing Groom (père notamment des cracks Nashwan et Rainbow Quest) et une fille du chef de race Northern Dancer, lequel a essentiellement tracé en lignée mâle. Croisement qui allait se révéler particulièrement judicieux, puisque présentée à l'étalon Rahy, un fils de Blushing Groom, Danseur Fabuleux allait donner par la suite l'excellent Noverre, au palmarès plus que fourni, et qui sut, lui, durer de 2 à 4 ans : lauréat des Sussex Stakes (+2ème) ; deuxième des Dewhurst Stakes, des St. James's Palace Stakes, des Queen Elizabeth II Stakes, du Dubaï Duty Free et des Lockinge Stakes ; troisième des Morny et Jacques Le Marois, des International Stakes et des Champion Stakes, en prélude à une honorable carrière d'étalon. Des 8 autres produits de la poulinière, issus de grands étalons comme Mr. Prospector ou Irish River, seule Fortrose (par Forty Niner) montra un peu de qualité en se plaçant dans une listed.
Danseur Fabuleux quant à elle se distingua sur les pistes, obtenant le grade de semi-classique en s'octroyant la seconde place du Prix Minerve (groupe 3). Sa mère, Fabuleux Jane, fit mieux encore : l'une des vedettes de sa promotion, elle gagna le Prix de Pomone (groupe 3) et surtout prit des accessits dans deux classiques, troisième du Prix de Diane puis du Prix Vermeille. Elle se recommande par ailleurs de trois de ses frères et sœurs lauréats de groupe 1 : le sprinter Ajdal (par Northern Dancer, vainqueur des Dewhurst Stakes et des Nunthorpe Stakes), le miler Formidable (par Forli), vainqueur des Middle Park Stakes, 3e des Sussex Stakes) la propre sœur de ce dernier, Flying Partner (lauréate des Fantasy Stakes et 3e des Kentucky Oaks). Au haras, outre Danseur Fabuleux, Fabuleux Jane donna un lauréat du Turf Classic, Joyeux Danseur (par Nureyev), ainsi que quelques honorables compétiteurs.
On notera enfin, dans le papier d'Arazi, le triple inbreeding sur Wild Risk (3x4), Nearco (4x4) et Native Dancer (4x5).

### Pedigree
| Origines de Arazi (USA), mâle alezan né en 1989 | Origines de Arazi (USA), mâle alezan né en 1989 | Origines de Arazi (USA), mâle alezan né en 1989 | Origines de Arazi (USA), mâle alezan né en 1989 |
| ----------------------------------------------- | ----------------------------------------------- | ----------------------------------------------- | ----------------------------------------------- |
| Père Blushing Groom                             | Red God                                         | Nasrullah                                       | Nearco                                          |
| Père Blushing Groom                             | Red God                                         | Nasrullah                                       | Mumtaz Begum                                    |
| Père Blushing Groom                             | Red God                                         | Spring Run                                      | Menow                                           |
| Père Blushing Groom                             | Red God                                         | Spring Run                                      | Boola Brook                                     |
| Père Blushing Groom                             | Runaway Bride                                   | Wild Risk                                       | Rialto                                          |
| Père Blushing Groom                             | Runaway Bride                                   | Wild Risk                                       | Wild Violet                                     |
| Père Blushing Groom                             | Runaway Bride                                   | Aimee                                           | Tudor Minstrel                                  |
| Père Blushing Groom                             | Runaway Bride                                   | Aimee                                           | Email                                           |
| Mère Danseur Fabuleux                           | Northern Dancer                                 | Nearctic                                        | Nearco                                          |
| Mère Danseur Fabuleux                           | Northern Dancer                                 | Nearctic                                        | Lady Angela                                     |
| Mère Danseur Fabuleux                           | Northern Dancer                                 | Natalma                                         | Native Dancer                                   |
| Mère Danseur Fabuleux                           | Northern Dancer                                 | Natalma                                         | Almahmoud                                       |
| Mère Danseur Fabuleux                           | Fabuleux Jane                                   | Le Fabuleux                                     | Wild Risk                                       |
| Mère Danseur Fabuleux                           | Fabuleux Jane                                   | Le Fabuleux                                     | Anguar                                          |
| Mère Danseur Fabuleux                           | Fabuleux Jane                                   | Native Partner                                  | Raise a Native                                  |
| Mère Danseur Fabuleux                           | Fabuleux Jane                                   | Native Partner                                  | Dinner Partner (famille 7)                      |